# 卡斯特莱莱索斯
卡斯特莱莱索斯（法語：Castellet-lès-Sausses，法語發音：[kastəlɛ lɛ sos]，意为“索斯附近的卡斯特莱”）是法国上普罗旺斯阿尔卑斯省的一个市镇，属于卡斯泰拉讷区。该市镇2009年时的人口为137人。

## 人口
卡斯特莱莱索斯人口变化图示
| 数据来源：INSEE |